# Nothing Was the Same
Nothing Was the Same è il terzo album in studio dal rapper canadese Drake. L'album è stato pubblicato il 24 settembre 2013 e contiene collaborazioni con 2 Chainz, Big Sean, Jay Z, Soulja Boy, Majid Jordan, Jhené Aiko, Detail e Sampha.

## Tracce
1. Tuscan Leather – 6:06 (Aubrey Graham, Anthony Palman, Noah Shebib, David Foster, Linda Thompson)
2. Furthest Thing – 4:27 (Aubrey Graham, Anthony Palman, Noah Shebib, Marvin Thomas, Adrian Eccleston)
3. Started from the Bottom – 2:53 (Aubrey Graham, Noah Shebib, Michael Coleman)
4. Wu-Tang Forever – 3:37 (Aubrey Graham, Anthony Palman, Noah Shebib, Jeremy Rose, Dennis Coles, Robert Diggs, Lamont Hawkins, Jason Hunter, Corey Woods, Thor Baldursson, Mats Bjoerklyn, Juergen Koduletsch)
5. Own It – 4:11 (Aubrey Graham, Anthony Palman, Noah Shebib, Noel Fisher, Andre Proctor)
6. Worst Behavior – 4:30 (Aubrey Graham, Anthony Palman, Dacoury Natche, Noel Fisher)
7. From Time (feat. Jhené Aiko) – 5:22 (Aubrey Graham, Jhené Chilombo, Noah Shebib, Jason Beck)
8. Hold On, We're Going Home (feat. Majid Jordan) – 3:51 (Aubrey Graham, Noah Shebib, Majid Al Maskati, Jordan Ullman, Paul Jefferies)
9. Connect – 4:56 (Aubrey Graham, Noah Shebib, Anthony Palman, Kenza Samir, Ross Birchard)
10. The Language – 3:44 (Aubrey Graham, Anthony Palman, Matthew Samuels, Allen Ritter, Anderson Hernandez, Bryan Williams)
11. 305 To My City (feat. Detail) – 4:15 (Aubrey Graham, Noel Fisher, Andre Proctor)
12. Too Much (feat. Sampha) – 4:21 (Aubrey Graham, Sampha Sisay, Paul Jefferies, Emile Haynie)
13. Pound Cake/Paris Morton Music 2 (feat. Jay-Z) – 7:13 (Aubrey Graham, Shawn Carter, Anthony Palman, Matthew Samuels, Noel Fisher, Matthew Burnett, Jordan Evans, Andre Proctor, Robert Diggs, Gary Grice, Lamont Hawkins, Isaac Hayes, Dennis Coles, Jason Hunter, Russell Jones, David Porter, Clifford Smith, Corey Woods)

Deluxe Edition
1. Come Thru – 3:56 (Aubrey Graham, Anthony Palman, Noah Shebib, Noel Campbell)
2. All Me (feat. Big Sean e 2 Chainz) – 4:31 (Aubrey Graham, Anthony Palman, Sean Anderson, Tauheed Epps, Dwane Weir, Albert Lucien Willemetz, Jacques Charles, Maurice Yvain)

iTunes Version
1. The Motion – 4:01 (Aubrey Graham, Noah Shebib, Sampha Sisay)